# Вихрен (Благоевград)
Вихрен је насељено место у општини Сандански у области Благоевград, Бугарска. Према попису из 2021. године блио је без становника.
Према бугарском географу и историчару, Василу Канчову, у Вихрену је 1900. године живело 180 Словена хришћана. Село се раније звало Лески.